# Gununga alacris
Gununga alacris är en insektsart som beskrevs av Young 1986. Gununga alacris ingår i släktet Gununga och familjen dvärgstritar. Inga underarter finns listade i Catalogue of Life.